# استماع

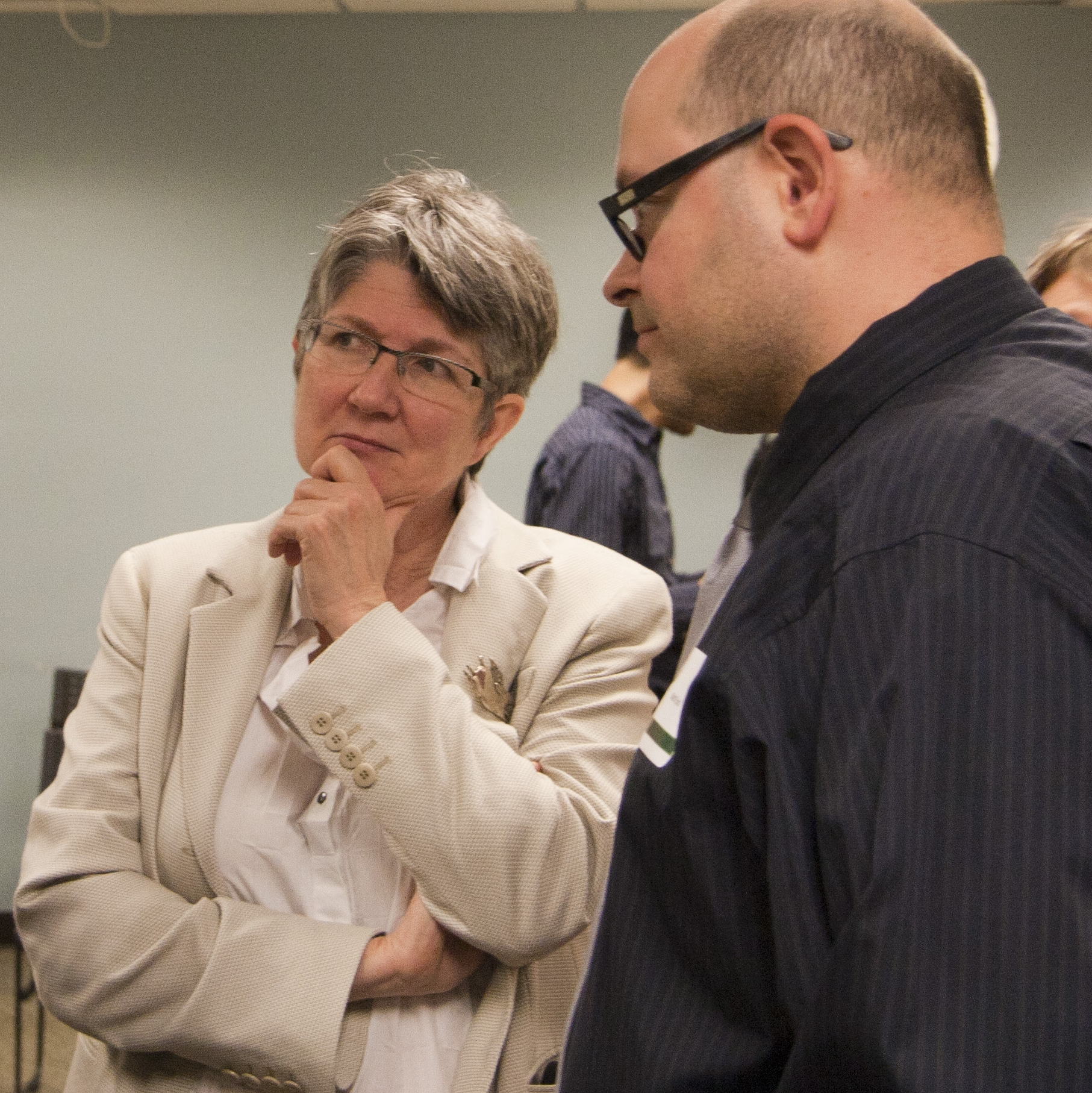
الاستماع في المحادثة.

الاستماع (بالإنجليزية: Listening)‏، هو أن تُلقي بالًا، أي تنتبه وتُركز، لما تسمع من أصوات، أو هو قصد السماع بغية فهم المسموع أو الاستفادة منه. وحال المرء وهو يستمع، يعني أن يُصيخ السمع لما ينطق به الآخر وأن يُحاول فهم معاني كلامه واستيعابها. وقد وصف ابن خلدون الاستماع بأنَّه "أبو الملكات". وهو "فن يشتمل على عمليات معقدة، يعطي فيها المستمع اهتماما خاصا، وانتباها مقصودا لما تتلقاه أذنه من الأصوات".
ويشتمل الاستماع على عمليات وجدانية ومعرفية وسلوكية معقدة. تشمل العمليات الوجدانية أو العاطفية دافع الاستماع للآخرين؛ وتشمل العمليات المعرفية الاهتمام بالمحتوى والخطاب/الرسائل العلائقية وفهمها واستلامها وتفسيرها؛ وتشمل العمليات السلوكية الاستجابة للآخرين بالتغذية الراجعة اللفظية وغير اللفظية.
الاستماع هو مهارة لحل المشاكل. إذ يمكن أن يؤدي سوء الاستماع إلى تفسيرات خاطئة، مما يؤدي إلى الصراع أو الخلاف. ويمكن أن يَظهر عدم الاهتمام بالاستماع من خلال المقاطعات المفرطة، أو عدم الانتباه، أو عدم سماع ما تريد سماعه، أو تأليف إجابة عقليًا، أو الانغلاق الذهني.
ويرتبط الاستماع أيضًا بالذاكرة. فوفقًا لإحدى الدراسات، عندما كانت هناك ضوضاء في الخلفية أثناء الخطاب، كان المستمعون أكثر قدرة على تذكر المعلومات الموجودة في الخطاب عند سماع تلك الضوضاء مرة أخرى. على سبيل المثال، عندما يقرأ الشخص أو يفعل شيئًا آخر أثناء الاستماع إلى الموسيقى، يمكنه أن يتذكر ما حدث عند سماع الموسيقى مرة أخرى لاحقًا.
يعمل الاستماع أيضًا بلاغيًا كوسيلة لتعزيز التواصل بين الثقافات. حيث بنت راتكليف حجتها على حادثتين قام فيهما أفراد برفض الحوارات الثقافية المشتركة.

## ما هو الاستماع؟
فالاستماع يختلف عن الطاعة. الشخص الذي يتلقى معلومات أو تعليمات ويفهمها، ثم يختار عدم الالتزام بها أو عدم الموافقة عليها، يكون قد استمع للمتكلم، على الرغم من أن النتيجة ليست ما أراده المتكلم.
يبدأ الاستماع بسماع المتحدث الذي يصدر الصوت المراد الاستماع إليه. وقد ميز ووضح عالم السيميائية، رولان بارت، الفرق بين السمع والاستماع: "فالسمع ظاهرة فسيولوجية، أمَّا الاستماع فهو عملية سايكولوجية/نفسية." وغالباً ما يسمع الناس دون وعي في أغلب الأحيان. والاستماع عملية اختيارية بالكامل. إنه الإجراء التفسيري الذي يتخذه شخص ما من أجل إدراك شيء يسمعه وربما فهمه.

## كيف يستمع المرء؟
يمكن اعتبار الاستماع عملية بسيطة ومعزولة، لكن سيكون من الأدق اعتبارها عملية معقدة ومنهجية. وهو يتضمن إدراك الأصوات التي يصدرها المتحدث، وأنماط التنغيم التي تركز على المعلومات، وأهمية الموضوع قيد المناقشة.

## الاستماع الفعال
يتضمن الاستماع النشط أو الفعال الاستماع إلى ما يقال ومحاولة فهمه. يمكن وصفه بعدة طرق. يتطلب الاستماع الفعّال أن يكون المستمع منتبهًا، ولا يصدر أحكامًا، ولا يقاطع الآخرين. يقوم المستمع النشط بتحليل ما يقوله المتحدث من حيث مضمونه أو نصه الفرعي وكذلك من أجل المعاني الواردة صراحة في التواصل اللفظي. يبحث المستمع النشط عن الرسائل غير اللفظية من المتحدث من أجل فهم المعنى الكامل لما يقال. الاستماع النشط له فوائد عديدة. منها أنه يعزز مهارات القيادة لدى الفرد.

## في تعلم اللغة
إلى جانب التحدث والقراءة والكتابة، يعد الاستماع إحدى "المهارات الأربع" لتعلم اللغة. تتضمن جميع أساليب تدريس اللغة، باستثناء الترجمة النحوية، عنصر الاستماع. وتتضمن بعض طرق التدريس، مثل الاستجابة الجسدية الكاملة، الاستماع والاستجابة للطلاب ببساطة.